# سن-لیگوری، کبک

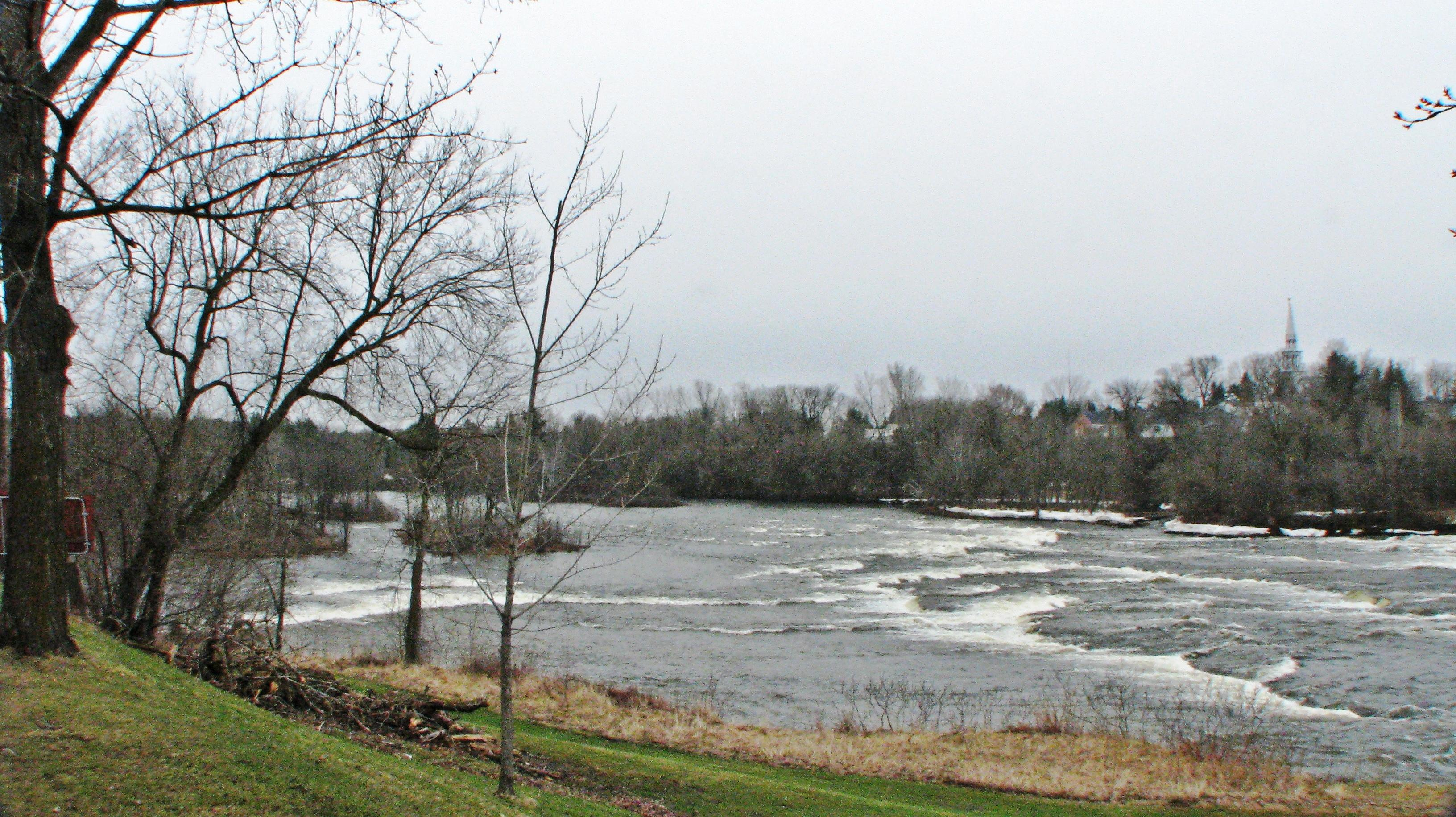
سن لیگوری

سَن-لیگوری  (به فرانسوی: Saint-Liguori) قصبه‌ای در منطقه شهری مونکالم ناحیه لانودییر در استان کبک کانادا است. در سرشماری سال ۲۰۱۱ این قصبه ۱٬۹۳۶ نفر جمعیت داشته‌است و مساحت آن ۵۰٫۹۱ کیلومتر مربع است.